# Liste der Kirchengebäude im Dekanat Leuchtenberg
Die Liste der Kirchengebäude im Dekanat Leuchtenberg listet die Kirchengebäude des ehemaligen Dekanats im südöstlichen Landkreis Neustadt an der Waldnaab im Bistum Regensburg auf.  Zum 1. März 2022 wurde es mit den Nachbardekanaten Weiden in der Oberpfalz und Neustadt an der Waldnaab zum Dekanat Neustadt-Weiden zusammengelegt.

## Liste der Kirchengebäude
| Bild | Pfarrkirche                      | Ort                                                                              | Filialkirchen | Pfarrverband          |
| ---- | -------------------------------- | -------------------------------------------------------------------------------- | --- | --------------------- |
|      | Pfarrkirche Mariä Himmelfahrt    | Eslarn Liste der Baudenkmäler in Eslarn                                          | | eigenständige Pfarrei |
|      | Pfarrkirche St. Margareta        | Leuchtenberg Liste der Baudenkmäler in Leuchtenberg                              | Burgkapelle St. Maria Magdalena in Leuchtenberg Friedhofskapelle St. Sebastian in Leuchtenberg | Leuchtenberg          |
|      | Expositur St. Jakobus der Ältere | Döllnitz                                                                         | Filialkirche St. Emmeram in Woppenrieth Kapelle St. Sebastian in Preppach Kapelle in Weinrieth Kapelle St. Wolfgang in Wittschau | Leuchtenberg          |
|      | Pfarrkirche St. Ulrich           | Michldorf in Leuchtenberg                                                        | Filialkirche St. Barbara in Irchenrieth | eigenständige Pfarrei |
|      | Pfarrkirche St. Peter und Paul   | Moosbach Liste der Baudenkmäler in Moosbach                                      | Filialkirche Maria Immaculata in Burgtreswitz Wallfahrtskirche Zum gegeißelten Heiland in Wies (Wieskirche) in Grub Filialkirche St. Johannes der Täufer in Tröbes Kapelle St. Jakobus in Gaisheim Kapelle St. Anna in Gebhardsreuth Kapelle in Heumaden Kapelle St. Wendelin in Niederland Kapelle in Ödpielmannsberg Kapelle St. Michael in Ragenwies Kapelle St. Laurentius in Rückersrieth Kapelle in Saubersrieth Kapelle in Waltenrieth | Moosbach              |
|      | Expositur St. Georg              | Etzgersrieth in Moosbach                                                         | | Moosbach              |
|      | Pfarrkirche St. Michael          | Tännesberg Liste der Baudenkmäler in Tännesberg                                  | Wallfahrtskirche St. Jodok in Tännesberg Filialkirche St. Mariä Himmelfahrt in Kleinschwand Schlossbergkapelle in Tännesberg Kapelle in Großenschwand Kapelle in Weinrieth | eigenständige Pfarrei |
|      | Pfarrkirche St. Christoph        | Neukirchen zu St. Christoph in Georgenberg Liste der Baudenkmäler in Georgenberg | Filialkirche Beata Maria Virgo in Neuenhammer Filialkirche St. Josef in Waldkirch Dorfkapelle St. Georg in Georgenberg Kapelle Mariä Himmelfahrt in Hinterbrünst | eigenständige Pfarrei |
|      | Pfarrkirche St. Sigismund        | Pleystein Liste der Baudenkmäler in Pleystein                                    | Kloster- und Wallfahrtskirche Heilig Kreuz in Pleystein Dorfkapelle in Lohma Neue Dorfkapelle in Lohma Dorfkapelle in Spielhof | Pleystein             |
|      | Expositur St. Nikolaus           | Burkhardsrieth in Pleystein                                                      | Wallfahrtskirche St. Ulrich auf dem Ulrichsberg Dorfkapelle in Pfrentsch | Pleystein             |
|      | Pfarrkirche St. Wenzeslaus       | Miesbrunn in Pleystein                                                           | Kapelle Zum Hl. Wenzel in Reinhardsrieth | Pleystein             |
|      | Pfarrkirche St. Erhard           | Roggenstein in Vohenstrauß                                                       | Filialkirche Maria Immaculata in Kaimling | Roggenstein           |
|      | Pfarrkirche Maria Immaculata     | Vohenstrauß Liste der Baudenkmäler in Vohenstrauß                                | Filialkirche St. Johannes der Täufer in Altenstadt Kalvarienberg-Kirche bei Oberlind Filialkirche St. Thomas in Oberlind Filialkirche St. Johannes Nepomuk in Waldau Dorfkapelle in Obertresenfeld | Vohenstrauß           |
|      | Pfarrkirche Mariä Himmelfahrt    | Böhmischbruck in Vohenstrauß                                                     | Filialkirche St. Matthäus in Altentreswitz Filialkirche St. Peter und Paul in Kößing | Vohenstrauß           |
|      | Pfarrkirche St. Emmaram          | Waidhaus Liste der Baudenkmäler in Waidhaus                                      | Filialkirche St. Johannes der Täufer in Reichenau Ökumenische Autobahnkirche Heilige Dreifaltigkeit in Waidhaus Kapelle St. Johannes Nepomuk in Frankenreuth Dorfkapelle in Hagendorf | eigenständige Pfarrei |
|      | Pfarrkirche St. Sebastian        | Waldthurn Liste der Baudenkmäler in Waldthurn                                    | Filialkirche St. Jakobus der Ältere in Lennesrieth (alte Pfarrkirche) Wallfahrtskirche Mariä Heimsuchung in Oberfahrenberg Nebenkirche St. Michael in Albersrieth Nebenkirche St. Wendelin in Spielberg | eigenständige Pfarrei |